# Confecciones Mariver
Confecciones Mariver fou una empresa de confecció de roba interior de senyora fundada el 1916 per Maria Verdaguer Massana. El seu nom inicial fou Corsés Maria, però després de la Guerra Civil Espanyola es digué Confecciones Mariver (la marca "Mariver" es va registrar el 1955). Maria Verdaguer Massana la creà juntament amb el seu marit Pio Vall, després de treure's el títol de Profesora de Corte y Confección Sistema Martí el juny de 1914. El taller de confecció estava al carrer Major de Tona.

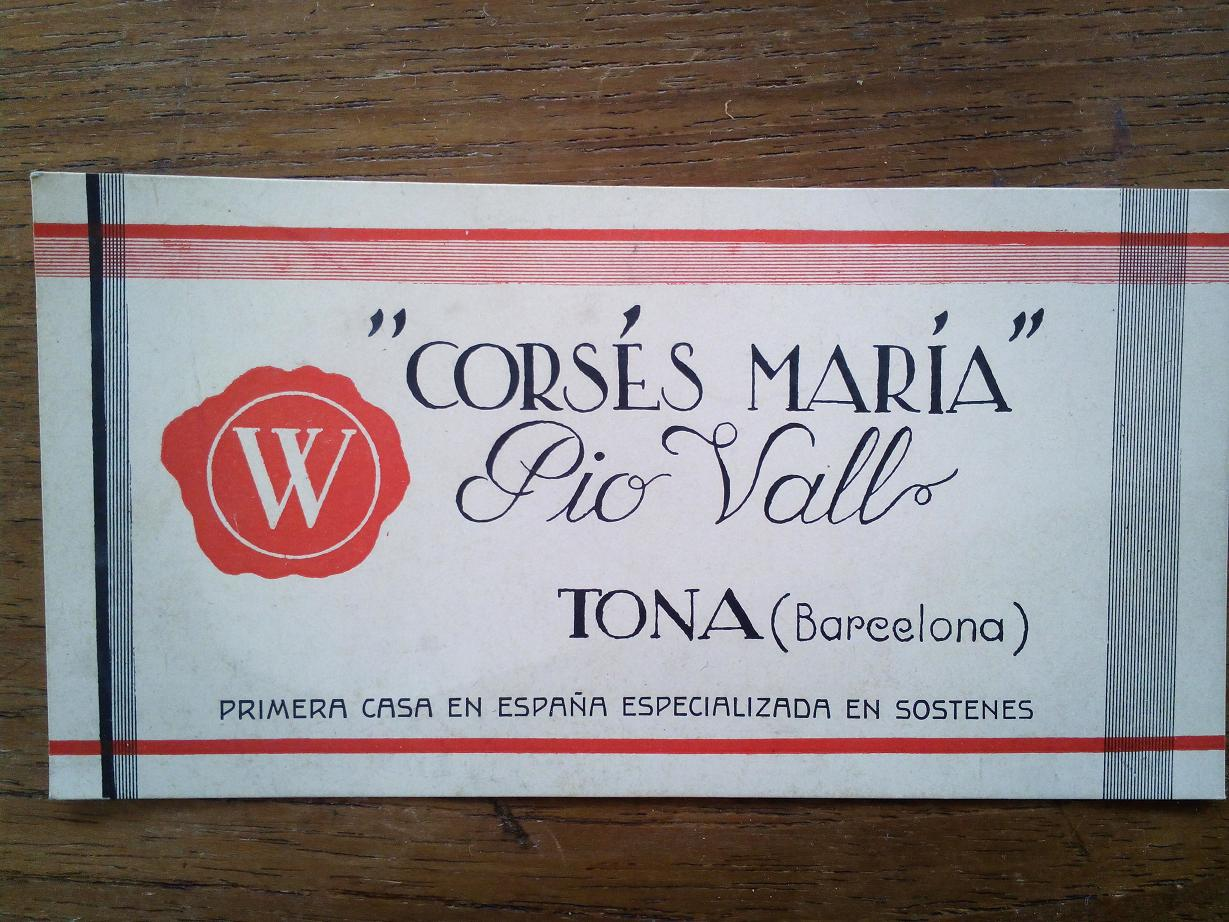
Targeta de "Corsés María" dels anys 1920

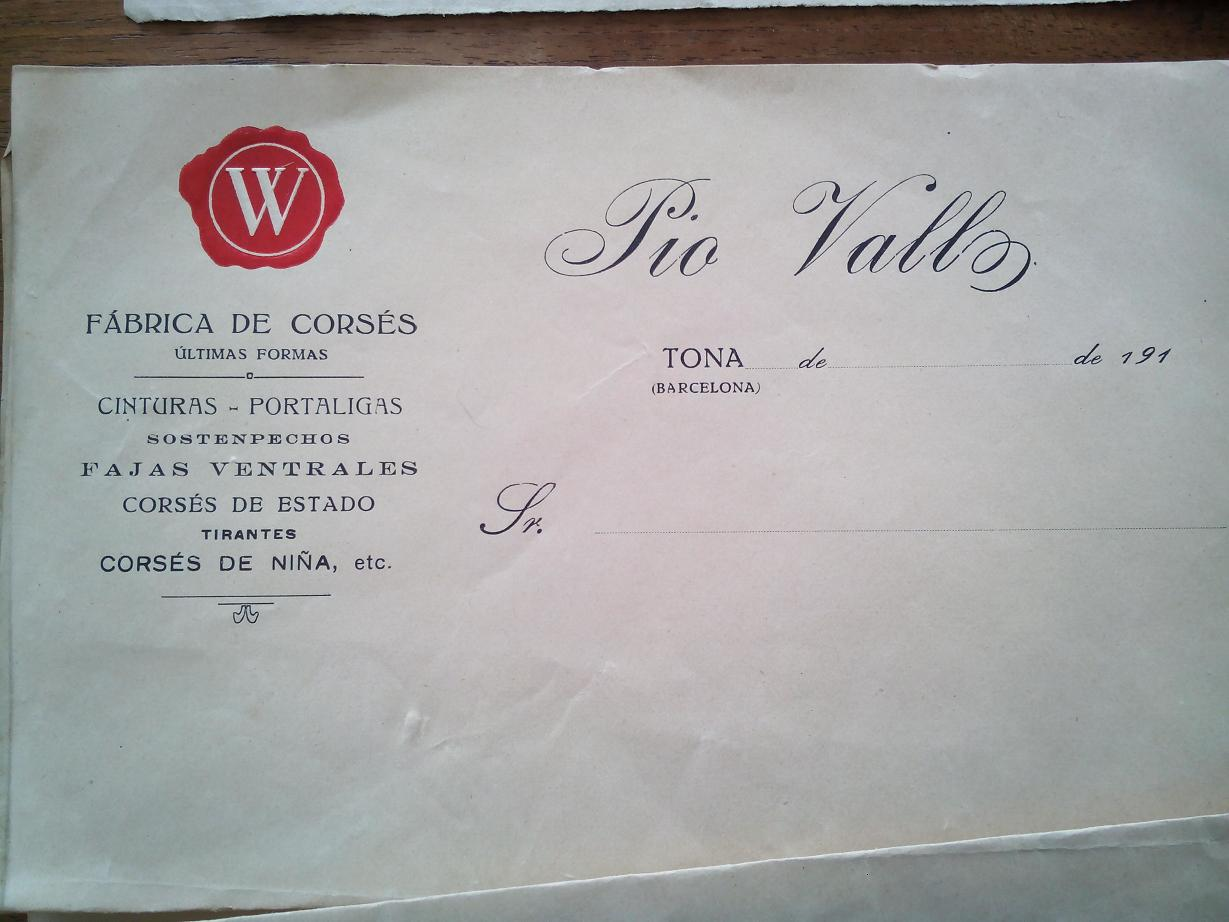
Capçal de carta de la Fábrica de Corsés de Maria Verdaguer, anys 1920 a Tona.

Mariver destaca per ser la primera empresa a Espanya dedicada a la cotilleria i roba interior. Anteriorment la gent es feia la roba interior a nivell particular. En principi es tractava de roba interior, sobretot sostenidors, cotilles i draps. La tela, sedes, s'importava de França.
Felip Vall i Verdaguer, fill de Maria i Pio Vall i conegut pintor muralista, treballà en el negoci familiar fent el disseny dels logos, fent les planxes litogràfiques, pintant les models dels tríptics i més endavant dissenyant les botigues "Pio Vall". L'empresa, en principi, distribuïa a tot Espanya (també a les Filipines, Xangai i Cuba) a través de representants. Fou la primera industria de confecció de sostenidors a la península ibèrica. Maria Verdaguer va inventar el "sostén de globo" i també va patentar un sistema per poder treure les barnilles de les cotilles. Destaquen les patents d'invenció "Perfeccionamientos en la fabricación de cazoletas para sostenes y otras prendas", i "Perfeccionamientos en la fabricación de láminas acolchadas"
Quan Francisco Franco Bahamonde va limitar l'entrada de teles franceses, l'empresa va haver de canviar d'estratègia. Varen passar de fer sostenidor i cotilles amb sedes importades a fer-se ells mateixos les teles. També van començar a fer batins brodats i estampacions. Felip Vall es va matricular a l'escola Massana de Barcelona per aprendre estampació de teles. I Pius Vall Verdaguer, el fill petit de Maria Verdaguer i que havia estudiat per Enginyer Industrial Tèxtil, va idear una màquina per a brodar. Varen obrir dues botigues pròpies. Una l'any 1942 a Barcelona a la Diagonal i l'altre a Palma. Les dues es deien "Pio Vall". El negoci va haver de tancar el 1987.

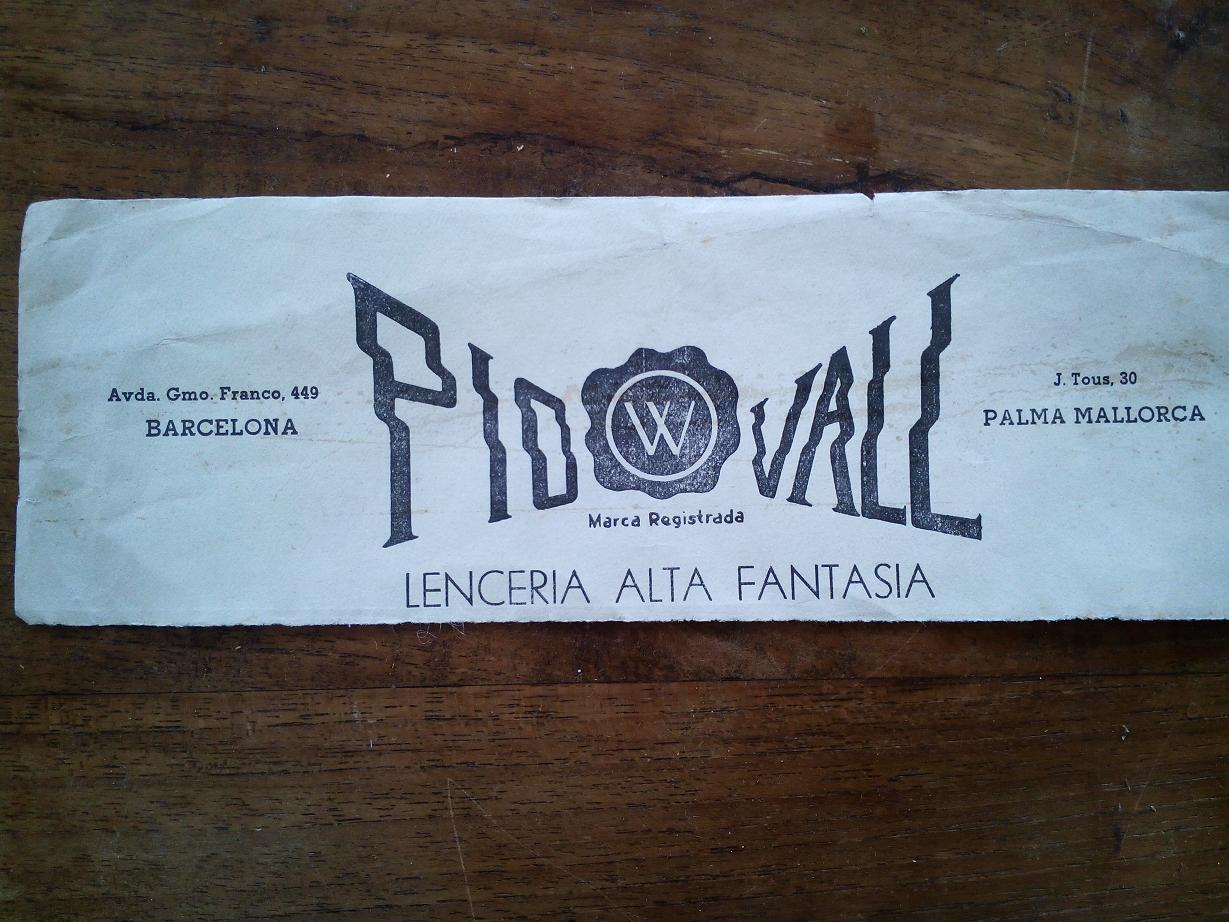
Membret de les tendes "Pio Vall", a Barcelona i Palma. Anys 1950-60